# Élections générales britanniques de 1784
Les élections générales britanniques de 1784 se sont déroulées en Grande-Bretagne du 30 mars au 10 juin 1784. Ces élections sont remportées par le parti tory de William Pitt.